# شرح أركان الإسلام والإيمان (كتاب)
كتاب شرح أركان الإسلام والإيمان وما يجب أن يعرفه المسلم عن دينه من تأليف محمد بن جميل زينو الذي درس في دار الحديث الخيرية بمكة المكرمة يشرح فيه الكاتب الأركان الأساسية للإسلام والإيمان يتحدث عنهما ومعناهما إضافة إلى الإحسان الذي ورد في الأحاديث الصحيحة، ويذكر فيه نواقض الإيمان والإسلام كالشرك بالعبادة والصفات كما يتحدث عن الوضوء ونواقضه والمسح على الخفين والجوربين وعن الغسل وموجباته وعن التيمم وكيفيته، ويتكلم أيضا في الكتاب عن الصلاة وكيفيتها وأحكامها وشروطها وأركانها ومبطلاتها ومكروهاتها ومواقيتها وصفة صلاة النبي صلى الله عليه وسلم وعن صلاة العيدين والخسوف والكسوف وصلاة الاستخارة. كما يتحدث عن الزكاة وفوائدها وحكمتها والأموال الواجبة فيها، وعن الصيام وفضله ومبطلاته ومشروعية الاعتكاف في المسجد. ويذكر منافع الحج والعمرة وأعمالهما وآدابهما وعن أركان الحج وواجباته ومحظوراته، وعلى من يجب ويذكر أقسام الهدي وشروطه وعن صفة حجة النبي صلى الله عليه وسلم، ويتحدث عن مواضيع أخرى كمشروعية الزواج وأحكامه وأن الحجاب واجب، ويشرح الربا بانواعها الاستهلاكي والإنتاجي وتحريمها بالأدلة من الكتاب والسنة النبوية.

## أجزاء الكتاب
قسم محمد بن جميل زينو الكتاب إلى ثمانية أجزاء وهي:
- التوحيد ونواقض الإيمان والإسلام.
- الأخلاق والآداب.
- الطهارة.
- الصلاة.
- الزكاة.
- الصيام.
- الحج.
- من أحكام المعاملات.

## طبعات الكتاب
- طبعة دار المنابر للنشر والتوزيع -طبعة المملكة المغربية- 1418 هجرية/1998 ميلادية.